# Dresdner Schnauzen
Dresdner Schnauzen – Zoogeschichten aus Sachsen war eine Fernsehserie des ZDF, die seit Januar 2007 gesendet wurde. Sie zählt zu den deutschen Zoo-Doku-Soaps und erzählt von alltäglichen Geschichten der Tierpfleger und Tiere im Zoo Dresden. Damit versuchte das ZDF, an den Erfolg von Elefant, Tiger & Co. der ARD und anderer Zoo-Dokus anzuknüpfen. 
Die erste Staffel wurde vom 8. Januar bis zum 26. Februar 2007 erstausgestrahlt und beinhaltet 32 Folgen mit einer jeweiligen Laufzeit von circa 45 Minuten. Die erste Folge sahen 1,53 Millionen Zuschauer, was einem Marktanteil von 11,2 Prozent entsprach. Die Erstausstrahlung der zweiten Staffel, die 20 Folgen umfasst, erfolgte vom 5. bis zum 30. November 2007. Die dritte Staffel wurde erstmals vom 1. Dezember 2008 bis zum 21. Januar 2009 gesendet und enthält 32 Folgen. Die vierte Staffel wurde vom 24. Juni bis zum 4. August 2009 erstausgestrahlt und umfasst 30 Folgen.
Ähnliche Formate des ZDF waren Nürnberger Schnauzen, Berliner Schnauzen, Tierisch Kölsch, Tierische Kumpel sowie Ostsee-Schnauzen.